# Volker-Michael Anton
Volker-Michael Anton (* 31. Oktober 1951; † 17. November 2021 in Magdeburg) war ein deutscher Großmeister im Fernschach.

## Fernschach
Im Alter von zehn Jahren erlernte Anton das Schachspiel. Drei Jahre später begann er, in einer Schüler-Arbeitsgemeinschaft zu spielen, bevor er der BSG Motor Magdeburg-Südost beitrat. Anton begann 1967 mit dem Fernschachspiel, als er in der Zeitung Volksstimme auf die Ausschreibung für die Bezirksmeisterschaft der Männer im Fernschach stieß. Anton wurde auf Anhieb Vizebezirksmeister. Später spielte er in nationalen Turnieren der DDR. 1980 gewann er das Pokalturnier der DDR. Für den zweiten Rang im ICCF-Weltcup wurde er 1983 mit dem Titel Internationaler Meister ausgezeichnet. Im Jahre 1987 wurde er Großmeister durch seinen zweiten Platz im Jubiläumsturnier SCO-100 (100 Jahre Schottischer Schachverband). Weitere bedeutende Erfolge waren
- 1993: 2. Platz im Bergraser-Memorial (Frankreich, 1989–1993)
- 1994: 1. Platz im Jubiläumsturnier CAN-70 (70 Jahre Fernschach in Kanada, 1991–1994)

Bei der 10. Olympiade trat er für die DDR an und erzielte 50 Prozent an Brett 3. Kurioserweise endete diese Olympiade 1995 (begonnen 1987), also mehrere Jahre nach der deutschen Wiedervereinigung, als die DDR gar nicht mehr existierte. Bei der nächsten Olympiade (1992–1999) spielte er in der gesamtdeutschen Mannschaft mit einem Ergebnis von 9 aus 12 an Brett 5 und erhielt eine Goldmedaille. Auch in der 12. Olympiade (1998–2001) überzeugte er mit 9/11 an Brett 3, womit er ebenfalls die Goldmedaille errang.
- 2001: 1. Platz im Massow-Memorial (1996–2001)
- 2003: 3. Platz im ICCF-Jubiläumsturnier der Elite-Großmeister (2002–2004)

Mit einer Fernschach-Elo-Zahl von 2683 lag er im Juli 2007 auf dem zwölften Platz der Weltrangliste.
Als Autor der Schachecke in der Wochenendausgabe der Volksstimme veröffentlichte Anton beginnend in 1981 insgesamt über 1.500 Schachkompositionen.

## Nahschach
Anton spielte auch Nahschach. Er bestritt Mannschaftskämpfe für die Vereine Aufbau Börde und Motor Südost Magdeburg.

## Privates
Seit seiner Kindheit war Anton auf den Rollstuhl angewiesen. Von Beruf war er Bankkaufmann. Er lebte im Magdeburger Stadtteil Fermersleben.

## Werke
Volker-Michael Anton und Fritz Baumbach: Gladiatoren ante portas: Massow-Memorial. Magdeburg 2003. ISBN 3-00-012366-0